# Едгар Антоніо Мендес
Едгар Антоніо Мендес Ортега (ісп. Édgar Antonio Méndez Ortega, нар. 30 квітня 1991, Арафо) — іспанський футболіст, півзахисник, фланговий півзахисник клубу «Алавес».

## Ігрова кар'єра
Народився 30 квітня 1991 року в місті Арафо. Займався футболом у команді «Мурсія Депортіво», а 2007 року перейшов до клубної структури мадридського «Реала».
У дорослому футболі дебютував 2008 року виступами за третю команду «Реала», в якій провів один сезон. Згодом ще по одному сезону відіграв за  команди «Атлетіко Сьюдад», «Реал Бетіс Б» та «Мелілья». 
2012 року уклав контракт з «Альмерією». Відігравши один сезону за другу команду клубу, віддавався в оренду, спочатку до клубу «Реал Хаен», а згодом до «Тенерифе», після чого повернувся до «Альмерії», нарешті дебютувавши у її основній команді. 2015 року, після того, як «Альмерія» понизилася в класі, уклав чотирирічний контракт з «Гранадою». 
Влітку 2016 року розірвав угоду з клубом, у команді якого не мав постійного місця у складі, і став гравцем «Алавеса». 8 лютого 2017 року забив єдиний і, відповідно, переможний гол у ворота «Сельти» у півфіналі тогорічного Кубка Іспанії, який вивів його команду до першого у її історії фіналу національного Кубка.
У фінальній грі за Кубок Іспанії «Алавес» поступився «Барселоні», а за місяць, на початку липня 2017, Мендес став гравцем мексиканського клубу «Крус Асуль». Протягом двох з половиною років був основним гравцем мексиканської команди, після чого у січні 2020 року повернувся до  «Алавеса», з яким уклав контракт на 2,5 роки.